# Сахалинская лиманда
Сахалинская лиманда (лат. Limanda sakhalinensis) — вид лучепёрых рыб из семейства камбаловых.

## Распространение
Обитают на глубинах от 10 до 360 (чаще 50—100) м в северо-западной части Тихого океана. Распространены от Охотского моря до западной и центральной части Берингова вплоть до островов Прибылова.

## Описание
Средняя длина около 21,5 см, хотя рыба может вырастать и до 36 см. Имеют маленький рот и коричневые плавники. Максимальный зарегистрированный вес составил 500 г, продолжительность жизни — 8 лет.

## Биология
Морские донные рыбы.
Питаются в основном зообентосом.